# Svartbent lundpuckeldansfluga
Svartbent lundpuckeldansfluga (Oedalea ringdahli) är en tvåvingeart som beskrevs av Chvala 1983. Svartbent lundpuckeldansfluga ingår i släktet Oedalea och familjen puckeldansflugor.
Artens utbredningsområde är Sverige. Arten är reproducerande i Sverige. Inga underarter finns listade i Catalogue of Life.